# Joseph L. Mankiewicz

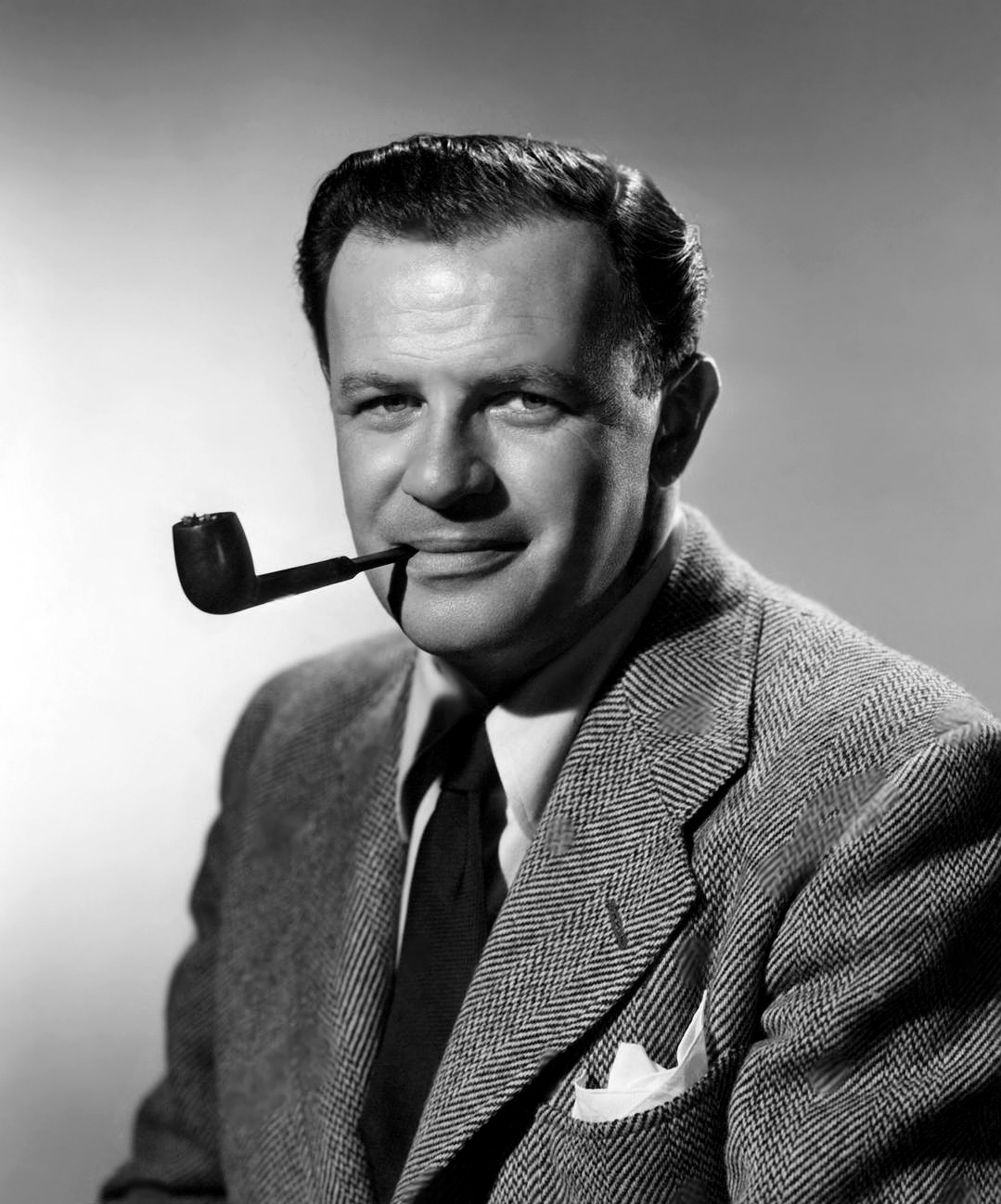
Joseph L. Mankiewicz, 1950

Joseph Leo Mankiewicz (* 11. Februar 1909 in Wilkes-Barre, Pennsylvania; † 5. Februar 1993 in Bedford, New York) war ein US-amerikanischer Filmregisseur, Drehbuchautor und Filmproduzent deutsch-jüdischer Herkunft. Seine Karriere erstreckte sich von den 1920er bis in die frühen 1970er Jahre. Für die Filme Ein Brief an drei Frauen (1949) und Alles über Eva (1950) gewann er jeweils den Oscar in den Kategorien Beste Regie und Bestes adaptiertes Drehbuch.

## Leben
Joseph Mankiewicz war das jüngste Kind des in Berlin geborenen deutsch-jüdischen Auswanderers Franz Mankiewicz, Herausgeber einer deutschsprachigen Zeitung in Wilkes-Barre, und dessen Ehefrau Johanna Blumenau. Er begann seine Filmkarriere zum Ende der Stummfilmzeit zunächst als Übersetzer von Zwischentiteln von UFA-Filmen für den US-amerikanischen Markt. Für Paramount Pictures schrieb er zu Beginn der Tonfilmzeit Dialoge und später komplette Drehbücher.
Die Arbeit in der Schreibwerkstatt erweckte in ihm den Wunsch, seine eigenen Drehbücher als Regisseur zu verwirklichen. Deshalb verließ Mankiewicz Paramount Pictures und unterschrieb einen Vertrag bei Metro-Goldwyn-Mayer. Der MGM-Chef Louis B. Mayer war jedoch der Meinung, dass Mankiewicz das Filmgeschäft erst von der Seite des Produzenten kennenlernen sollte, bevor er Regie führen könne. Nach einem Streit mit Louis B. Mayer wechselte Mankiewicz zur Twentieth Century Fox. Aufgrund einer Erkrankung des ursprünglich als Regisseur beauftragten Ernst Lubitsch erhielt Mankiewicz im Jahr 1946 erstmals die Chance, bei Weißer Oleander Regie zu führen. Nachdem er bereits 1931 als Drehbuchautor für den Film Skippy und 1941 als Produzent für den Film Die Nacht vor der Hochzeit in der Kategorie Bester Film für den Oscar nominiert war, begann seine große Karriere erst jetzt: 1950 und 1951 beherrschte er die Oscar-Zeremonie mit Ein Brief an drei Frauen und mit Alles über Eva, der sechs Oscars und acht weitere Nominierungen erhielt. Er war der einzige Drehbuchautor Hollywoods, der in zwei aufeinander folgenden Jahren den Oscar gewann, und wurde 1951 noch für einen weiteren Drehbuch-Oscar nominiert: für das Rassedrama Der Haß ist blind (Originaltitel: No Way Out), in dem der junge Sidney Poitier sein Filmdebüt gab.
In den 1950er Jahren zählte Mankiewicz zu den bedeutenden Hollywood-Regisseuren, er drehte unter anderem die Curt-Goetz-Verfilmung People Will Talk (1951) mit Cary Grant sowie das aufwendige Historiendrama Julius Caesar (1953), welches mit Stars wie Marlon Brando, James Mason, Greer Garson, Deborah Kerr und John Gielgud extrem prominent besetzt war. Einen weiteren Erfolg verbuchte Mankiewicz im Jahre 1959 mit Plötzlich im letzten Sommer, der damals gewagten Verfilmung von Tennessee Williams’ Stück Plötzlich letzten Sommer. Obwohl Williams sich von dem Film distanzierte, stieß der Film an den Kinokassen und bei Kritikern auf weitgehend positive Resonanz. In den späteren Jahren erregte vor allem der 1963 entstandene aufwendige Cleopatra-Film mit Elizabeth Taylor und Richard Burton Aufsehen. Das Privatleben der Hauptdarsteller und das steigende Filmbudget sorgten für ein reges Interesse der Massenmedien. Der Film selbst wurde allerdings bei seiner Premiere ein Flop bei Kritikern und Publikum, der Mankiewiczs Karriere zeitweise schwer beschädigte. Mit seinem letzten Film Mord mit kleinen Fehlern, ein Kammerspiel mit Laurence Olivier und Michael Caine, hatte er allerdings 1972 nochmals nennenswerten Erfolg.
Joseph L. Mankiewicz war dreimal verheiratet, darunter von 1939 bis zu ihrem Tod 1958 mit der österreichischen Schauspielerin Rose Stradner, und Vater von drei Kindern. Er starb 1993 an Herzversagen. Mankiewiczs Bruder Herman J. Mankiewicz war u. a. Drehbuchautor für Orson Welles Film Citizen Kane, seine Schwester Erna Mankiewicz war Ehefrau des New Yorker Chirurgen Joseph Benjamin Stenbuck und starb 1979 in Villach/Österreich. Sein Sohn Tom Mankiewicz war als Drehbuchautor tätig, ebenso sein Neffe Don Mankiewicz.

## Filmografie
Regie
- 1946: Weißer Oleander (Dragonwyck)
- 1946: Irgendwo in der Nacht (Somewhere in the Night)
- 1947: The Late George Apley
- 1947: Ein Gespenst auf Freiersfüßen (The Ghost and Mrs. Muir)
- 1948: Escape
- 1949: Ein Brief an drei Frauen (A Letter to Three Wives)
- 1949: Blutsfeindschaft (House of Strangers)
- 1950: Der Haß ist blind (No Way Out)
- 1950: Alles über Eva (All about Eve)
- 1951: People Will Talk
- 1951: Der Fall Cicero (Five Fingers)
- 1953: Julius Caesar
- 1954: Die barfüßige Gräfin (The Barefoot Contessa)
- 1955: Schwere Jungs – leichte Mädchen (Guys and Dolls)
- 1957: Vier Pfeifen Opium (The Quiet American)
- 1959: Plötzlich im letzten Sommer (Suddenly, Last Summer)
- 1963: Cleopatra
- 1964: Carol for Another Christmas (Fernsehfilm)
- 1967: Venedig sehen – und erben … (The Honey Pot)
- 1970: Dann war mein Leben nicht umsonst – Martin Luther King (King: A Filmed Record … Montgomery to Memphis) (Co-Regie)
- 1970: Zwei dreckige Halunken (There Was a Crooked Man)
- 1972: Mord mit kleinen Fehlern (Sleuth)

Drehbuchautor
- 1929: Sie nannten ihn Thunderbolt (Thunderbolt)
- 1930: Paramount-Parade (Paramount on Parade)
- 1931: Skippy
- 1932: Beine sind Gold wert (Million Dollar Legs)
- 1934: Manhattan Melodrama
- 1935: Wo die Liebe hinfällt (I Live My Life)
- 1935: Nach Büroschluss (After Office Hours)
- 1944: Schlüssel zum Himmelreich (The Keys of the Kingdom)
- 1949: Ein Brief an drei Frauen (A Letter to Three Wives)
- 1950: Alles über Eva (All About Eve)
- 1951: People Will Talk
- 1954: Die barfüßige Gräfin (The Barefoot Contessa)
- 1956: Schwere Jungs – leichte Mädchen (Guys and Dolls)
- 1963: Cleopatra

Produzent
- 1934: Heirate nie beim ersten Mal (Forsaking All Others)
- 1936: Blinde Wut (Fury)
- 1936: The Gorgeous Hussy
- 1936: Love on the Run
- 1936: Three Godfathers
- 1937: Die Braut trug Rot (The Bride Wore Red)
- 1937: Doppelhochzeit (Double Wedding)
- 1938: Mannequin
- 1938: A Christmas Carol
- 1938: Three Comrades
- 1938: Engel aus zweiter Hand (The Shopworn Angel)
- 1938: Brennendes Feuer der Leidenschaft (The Shining Hour)
- 1939: Die Abenteuer des Huckleberry Finn (The Adventures of Huckleberry Finn)
- 1940: Die Nacht vor der Hochzeit (The Philadelphia Story)
- 1940: Die wunderbare Rettung (Strange Cargo)
- 1942: Die Frau, von der man spricht (Woman of the Year)
- 1942: Reunion in France
- 1944: Schlüssel zum Himmelreich (The Keys of the Kingdom)
- 1958: Vier Pfeifen Opium (The Quiet American)
- 1970: Zwei dreckige Halunken (There Was a Crooked Man…)